# Давид ди Донателло 2020
65-я ежегодная церемония вручения премии «Давид ди Донателло» итальянской Академии итальянского кино за достижения в итальянском кинематографе за 2019 год запланированная на 3 апреля 2020 в Риме, Италия. Мероприятие состоялось 8 мая в Риме после принятия чрезвычайных положений, связанных с распространением пандемией COVID-19.
Прямая трансляция в прайм-тайм была проведена на телеканале Rai 1, ведущим вечера был Карло Конти, с кандидатами шоу связывались по видеосвязи в ходе мероприятия. В начале мероприятия, ведущим было зачитано послание миру кинематографа от Президента Италии — Серджо Маттареллы.
Номинации были объявлены 18 февраля 2020 года; фильмы, получившие наибольшее количество номинаций:  Предатель — 18, Первый король Рима и Пиноккио — 15.

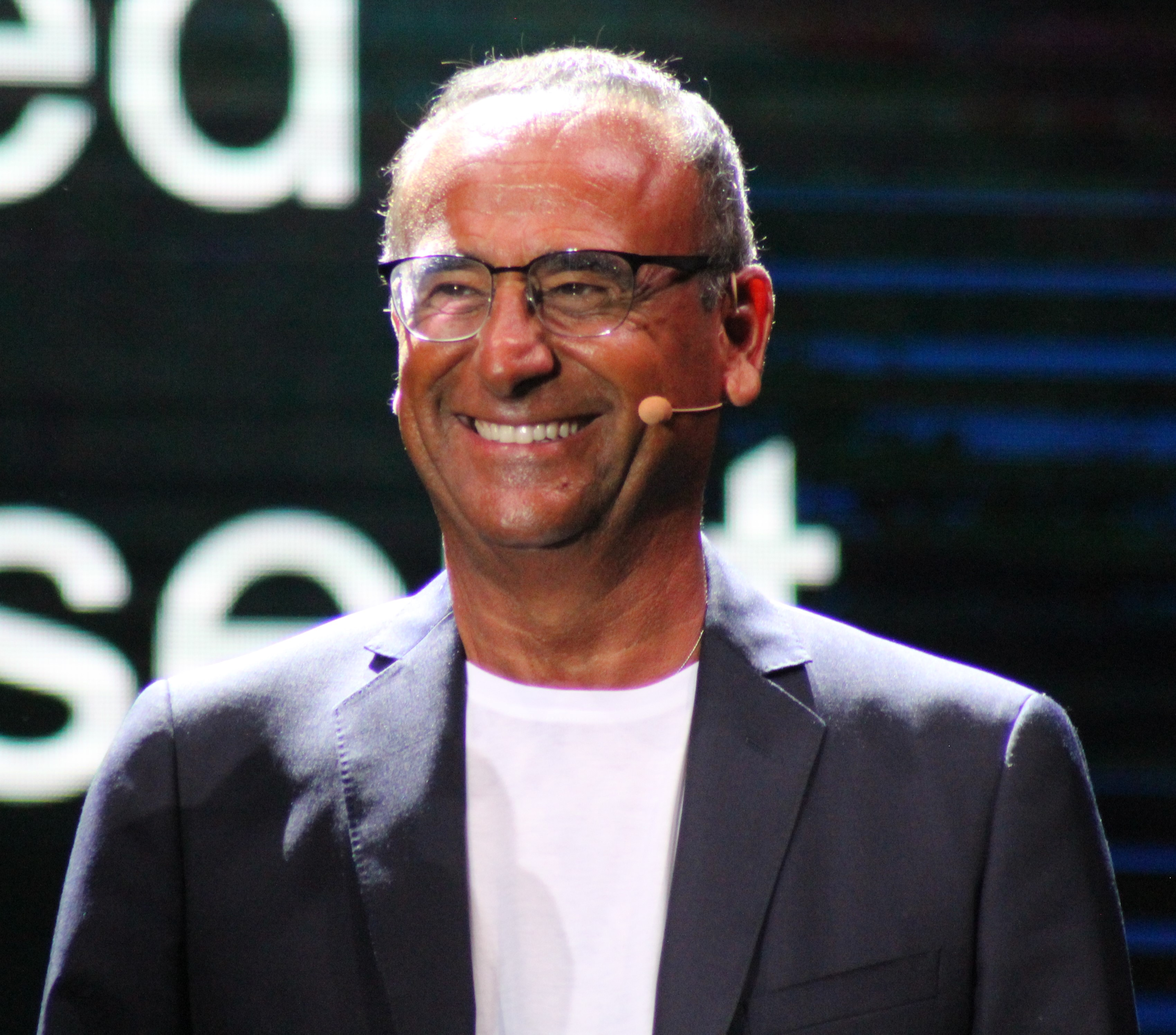
Карло Конти ведущий церемонии.

Режиссёр фильма Предатель Марко Беллоккьо, получил наибольшее количество наград — 6, в том числе Лучший фильм, лучший режиссёр и лучший актёр. За ним следует фильм Пиноккио, режиссёр Маттео Гарроне — 5 побед , Первый король Рима, режиссёр Маттео Ровере — 3 и Богиня удачи, режиссёр Ферзан Озпетек — 2.

## Победители и кандидаты

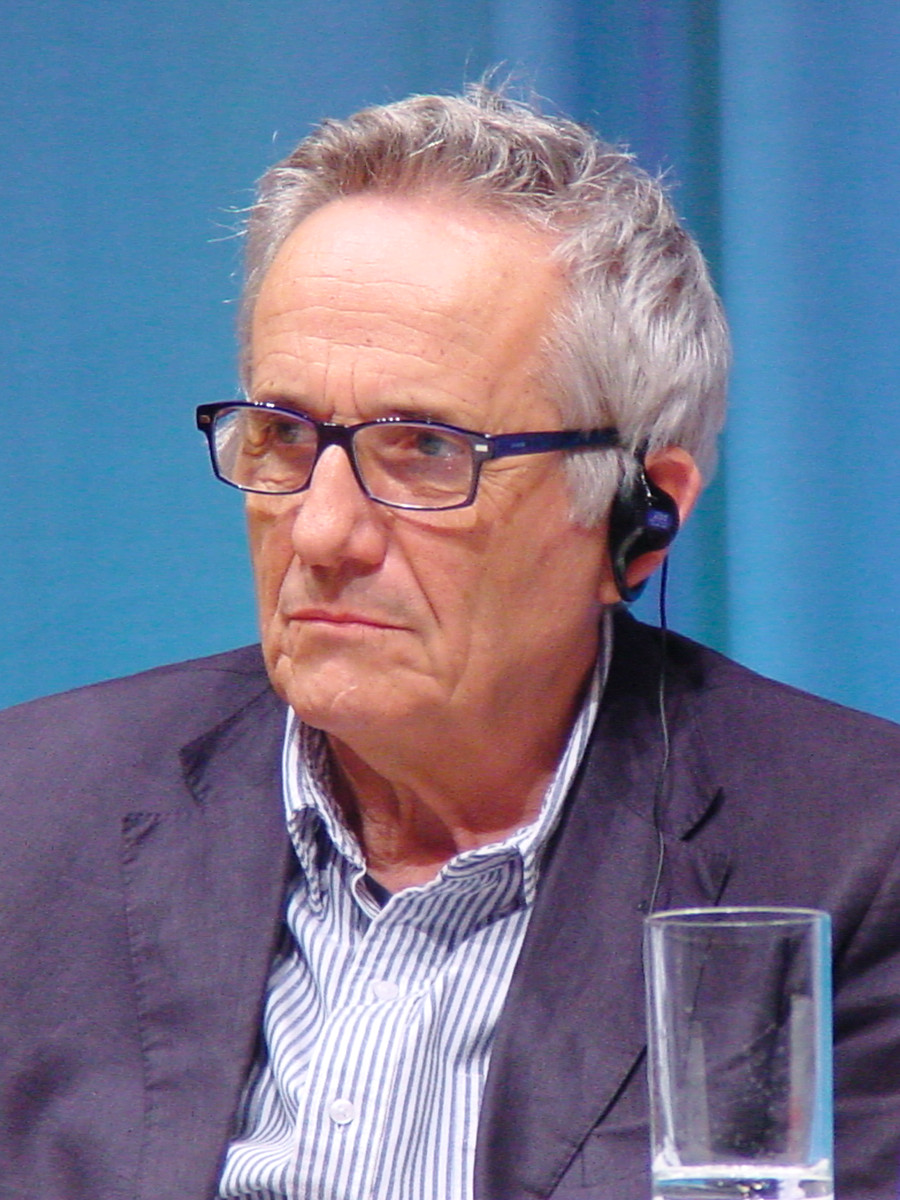
Марко Беллоккьо он выиграл две награды, лучший оригинальный сценарий и лучшее направление

Победители указаны жирным шрифтом, за которыми следуют кандидаты.

### Лучший фильм
- Предатель, режиссёр Марко Беллоккьо
- Первый король Рима, режиссёр Маттео Ровере
- Пираньи Неаполя, режиссёр Клаудио Джованнези
- Мартин Иден, режиссёр Пьетро Марчелло
- Пиноккио, режиссёр Маттео Гарроне

### Лучший режиссёр
- Марко Беллоккьо — Предатель
- Маттео Гарроне — Пиноккио
- Клаудио Джованнези — Пираньи Неаполя
- Пьетро Марчелло — Мартин Иден
- Маттео Ровере — Первый король Рима

### Лучший режиссёрский дебют
- Фаим Буийан — Итальянец
- Игорь Тувери — Счастливое число 5
- Леонардо Д`Агостини — Чемпион
- Марко Д'Аморе — Бессмертный
- Карло Сирони — Соле

### Лучший оригинальный сценарий
- Марко Беллоккьо, Людовика Рампольди, Валиа Сантелла, Франческо Пикколо — Предатель
- Фаим Буийан, Ванесса Пичарелли — Итальянец
- Филиппо Гравино, Франческа Маньери, Маттео Ровере — Первый король Рима
- Джанни Ромоли, Сильвия Ранфаньи, Ферзан Озпетек — Богиня Фортуна
- Валерио Мьели — Помнишь?

### Лучший адаптированный сценарий
- Маурицио Брауччи, Пьетро Марчелло — Мартин Иден
- Марио Мартоне, Ипполита Ди Маджо — Мэр района Санита
- Жан-Люк Фромонталь, Томас Бидеген, Лоренцо Маттотти — Знаменитое вторжение медведей на Сицилию
- Клаудио Джованнези, Роберто Савиано, Маурицио Брауччи — Пираньи Неаполя
- Маттео Гарроне, Массимо Чеккерини — Пиноккио

### Лучший продюсер
- Groenlandia, Gapbusters, Rai Cinema, Roman Citizen — Первый король Рима
- Доменико Прокаччи, Анна Мария Морелли (TIMvision) — Итальянец
- IBC Movie, Kavac Film, Rai Cinema — Предатель
- Пьетро Марчелло, Beppe Caschetto, Томас Ордонно, Михаэль Вебер, Виола Фюген, Rai Cinema — Мартин Иден
- Archimede, Rai Cinema, Le Pacte — Пиноккио

### Лучшая актриса
- Жазмин Тринка — Богиня Фортуна
- Валерия Бруни-Тедески — Летний дом
- Изабелла Рагонезе — Мой брат – супергерой!
- Линда Кариди — Помнишь?
- Лунетта Савино — Rosa
- Валерия Голино — Вся моя безумная любовь

### Лучший актёр
- Пьерфранческо Фавино — Предатель
- Тони Сервилло — Счастливое число 5
- Алессандро Борги — Первый король Рима
- Франческо Ди Лива — Мэр района Санита
- Лука Маринелли — Мартин Иден

### Лучшая актриса второго плана
- Валерия Голино — Счастливое число 5
- Анна Ферцетти — Завтра будет новый день
- Таня Гаррибба — Первый король Рима
- Мария Амато — Предатель
- Алида Бальдари Калабрия — Пиноккио

### Лучшая актёр второго плана
- Луиджи Ло Кашио — Предатель
- Карло Буччироссо — Счастливое число 5
- Стефано Аккорси — Чемпион
- Фабрицио Ферракане — Предатель
- Роберто Бениньи — Пиноккио

### Лучший оператор
- Даниэле Чипри — Первый король Рима
- Владан Радович — Предатель
- Франческо Ди Джакомо — Мартин Иден
- Николай Брюэль — Пиноккио
- Дарья Д'Антонио — Помнишь?

### Лучшая музыка для фильма
- Пьяцца Витторио Оркестра — Il flauto magico di piazza Vittorio
- Андреа Фарри — Первый король Рима
- Никола Пьовани — Предатель
- Дарио Марианелли — Пиноккио
- Том Йорк — Суспирия

### Лучшая оригинальная песня
- Che vita meravigliosa (музыка, текст и интерпретация Diodato) — Богиня Фортуна
- Festa (музыка Aiello, текст Шоши Мд Зиаул и Айелло, интерпретация Moonstar Studio) — Итальянец
- Rione Sanità (музыка, текст и интерпретация Ральф П) — Мэр района Санита
- Un errore di distrazione (музыка, текст и интерпретация Брунори Сас) — Гость
- Suspirium (музыка, текст и интерпретация Том Йорк) — Суспирия

### Лучшая художественная постановка
- Димитри Капуани — Пиноккио
- Нэлло Джорджетти — Счастливое число 5
- Тонино Дзера — Первый король Рима
- Андреа Касторино — Предатель
- Инбал Вейнберг — Суспирия

### Лучший художник по костюмам
- Массимо Кантини Паррини — Пиноккио
- Николетта Таранта — Счастливое число 5
- Валентина Тавиани — Первый король Рима
- Дарья Кальвелли — Предатель
- Андреа Каваллетто — Мартин Иден

### Лучший визаж
- Даля Колли, Марк Кулир — Пиноккио
- Андреина Бекагли — Счастливое число 5
- Винсент Пасторе, Андреа Леанца, Валентина Висинтин, Лоренцо Тамбурини — Первый король Рима
- Даля Колли, Лоренцо Тамбурини — Предатель
- Фернанда Перес — Суспирия

### Лучшие причёски
- Франческо Пегоретти — Пиноккио
- Марция Коломба — Первый король Рима
- Альберта Джулиани — Предатель
- Даниэла Тартари — Мартин Иден
- Маноло Гарсия — Суспирия

### Лучший монтаж
- Франческа Кальвелли — Предатель
- Гранни Веццози — Первый король Рима
- Якопо Куадри — Мэр района Санита
- Алин Херв, Фабрицио Федерико — Мартин Иден
- Марко Сполетини — Пиноккио

### Лучший звук
- Первый король Рима
- Счастливое число 5
- Предатель
- Мартин Иден
- Пиноккио

### Лучший визуальные эффекты
- Родольфо Мильяри и Тео Демерис — Пиноккио
- Джузеппе Скиллачи — Счастливое число 5
- Франческо Гризи и Гайя Буссолати — Первый король Рима
- Родольфо Мильяри — Предатель
- Лука Савиотти — Суспирия

### Лучший документальный фильм
- Селфи, режиссёр Агостино Ферренте
- Citizen Rosi, режиссёры Диди Ньокки и Каролина Рози
- Бесконечный Феллини, режиссёр Эудженио Каппуччио
- Мафия уже не та, что раньше, режиссёр Франко Мареско
- Se c'è un aldilà sono fottuto — Vita e cinema di Claudio Caligari, режиссёры Симона Изола и Фаусто Тромбетта

### Лучший иностранный фильм
- Паразиты, режиссёр Пон Чжун Хо[1]
- Однажды в… Голливуде, режиссёр Квентин Тарантино
- Зелёная книга, режиссёр Питер Фаррелли
- Джокер, режиссёр Тодд Филлипс
- Офицер и шпион, режиссёр Роман Полански

### Лучший короткометражный фильм
- Inverno, режиссёр Джулио Мастромауро[1]
- Baradar, режиссёр Беппе Туфаруло
- Il nostro tempo, режиссёр Вероника Спедикати
- Mia sorella, режиссёр Саверио Каппелло
- Unfolded, режиссёр Кристина Пикки

### Премия Давида Джовани
- Мой брат — супергерой!, режиссёр Стефано Чипани
- Предатель, режиссёр Марко Беллоккьо
- Девушка в лабиринте, режиссёр Донато Карризи
- Богиня Фортуна, режиссёр Ферзан Озпетек
- Мартин Иден, режиссёр Пьетро Марчелло

### David dello spettatore
- Самое первое Рождество, режиссёр Сальво Фикарра и Валентино Пиконе[5]

### За жизненные достижения
- Франка Валери[6]